# Vilém II. Pruský

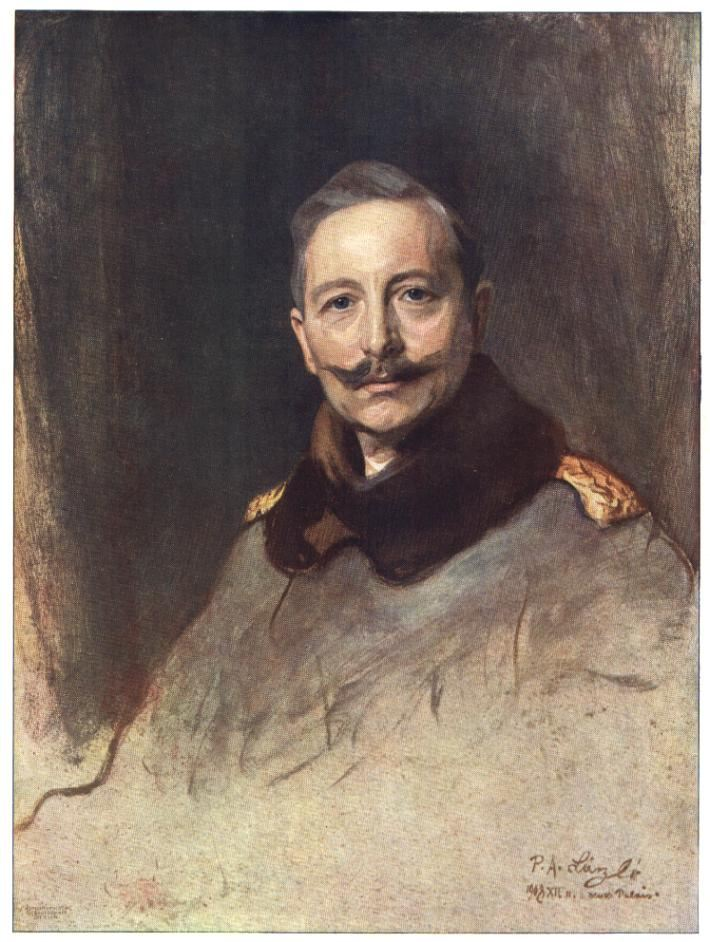
Vilém II. Pruský (1908)

Vilém II. Pruský (27. ledna 1859 Berlín – 4. června 1941 Doorn, Nizozemsko) byl od 15. června 1888 do 9. listopadu 1918 posledním německým císařem a pruským králem. Pocházel z braniborské větve rodu Hohenzollernů, jehož hlavou byl až do své smrti v roce 1941.

## Původ
Jeho otcem byl německý císař a pruský král Fridrich III. z rodu Hohenzollernů a matkou Viktorie Sasko-Koburská, dcera anglické královny Viktorie. Vilém II. byl nejstarším vnukem královny Viktorie, kterou jako významnou panovnici obdivoval a poslouchal, tudíž dokud žila, napomínala Viléma za jeho špatné činy a držela ho tzv. „na uzdě“.
Vilém II. se narodil s částečně ochrnutou levou rukou, což působilo na jeho výchovu a byl na něj vyvíjen větší tlak.

## Vláda
Když roku 1888 zemřel císař Vilém I., stal se německým císařem jeho smrtelně nemocný syn Fridrich III., který však vládl pouhých 99 dnů. Po něm nastoupil na trůn jeho 29letý ambiciózní syn Vilém II. Proto je rok 1888 nazýván jako rok tří císařů. Politické a osobní rozpory mezi Bismarckem a novým císařem, který chtěl být „svým vlastním kancléřem“, způsobily v roce 1890 Bismarckův pád a odchod z politiky. Vilém II. byl zastáncem imperiální a nacionalistické politiky, toužil po Německu s koloniemi, jež měly Anglie či Francie. Po propuštění Otto von Bismarcka roku 1890 vedl německou politiku v duchu militarismu, k čemuž pomáhalo i veřejné mínění a hlavně němečtí generálové. Tím později přispěl k rozpoutání první světové války.
Císař Vilém II. si dobře rozuměl s Františkem Ferdinandem d'Este, který se po smrti korunního prince Rudolfa stal rakouským korunním princem. K Františkově manželce Žofii Chotkové se choval jako k budoucí císařovně, což bylo vzhledem k jejich morganatickému manželství velmi výjimečné. Jejich smrt při atentátu v Sarajevu ho velmi pobouřila jako přítele i jako panovníka.
V předvečer první světové války sehrál císař Vilém II. ambivalentní roli. Na jedné straně se snažil zachránit mír výměnou telegramů s ruským carem Mikulášem II., na druhé straně ubezpečoval Rakousko-Uhersko o podpoře a naléhal, aby se problém se Srbskem řešil co nejdříve. Po ruské mobilizaci, kterou považoval za přípravu války, dal souhlas s vyhlášením války Rusku.

Galerie
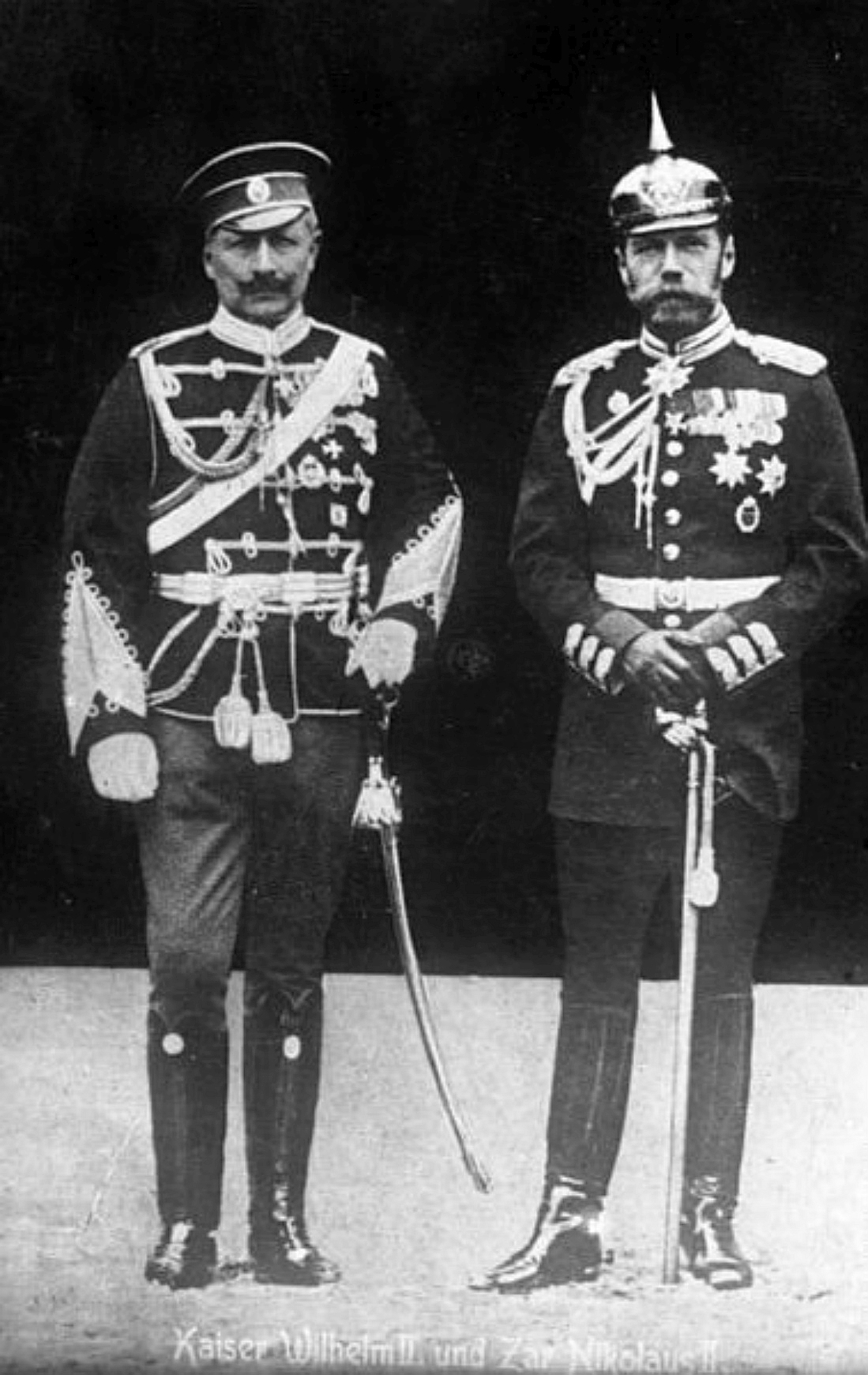
S bratrancem Mikulášem II. v roce 1905 (mají vyměněné uniformy)
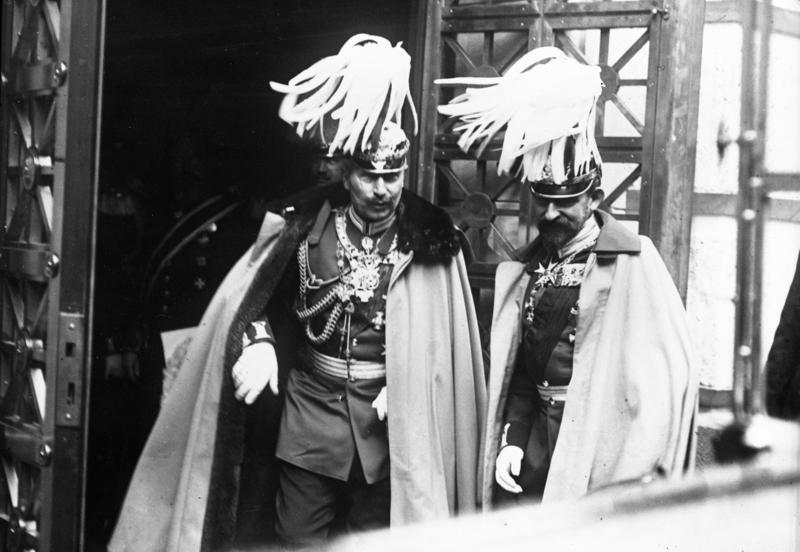
S rumunským příbuzným, králem Karlem I.
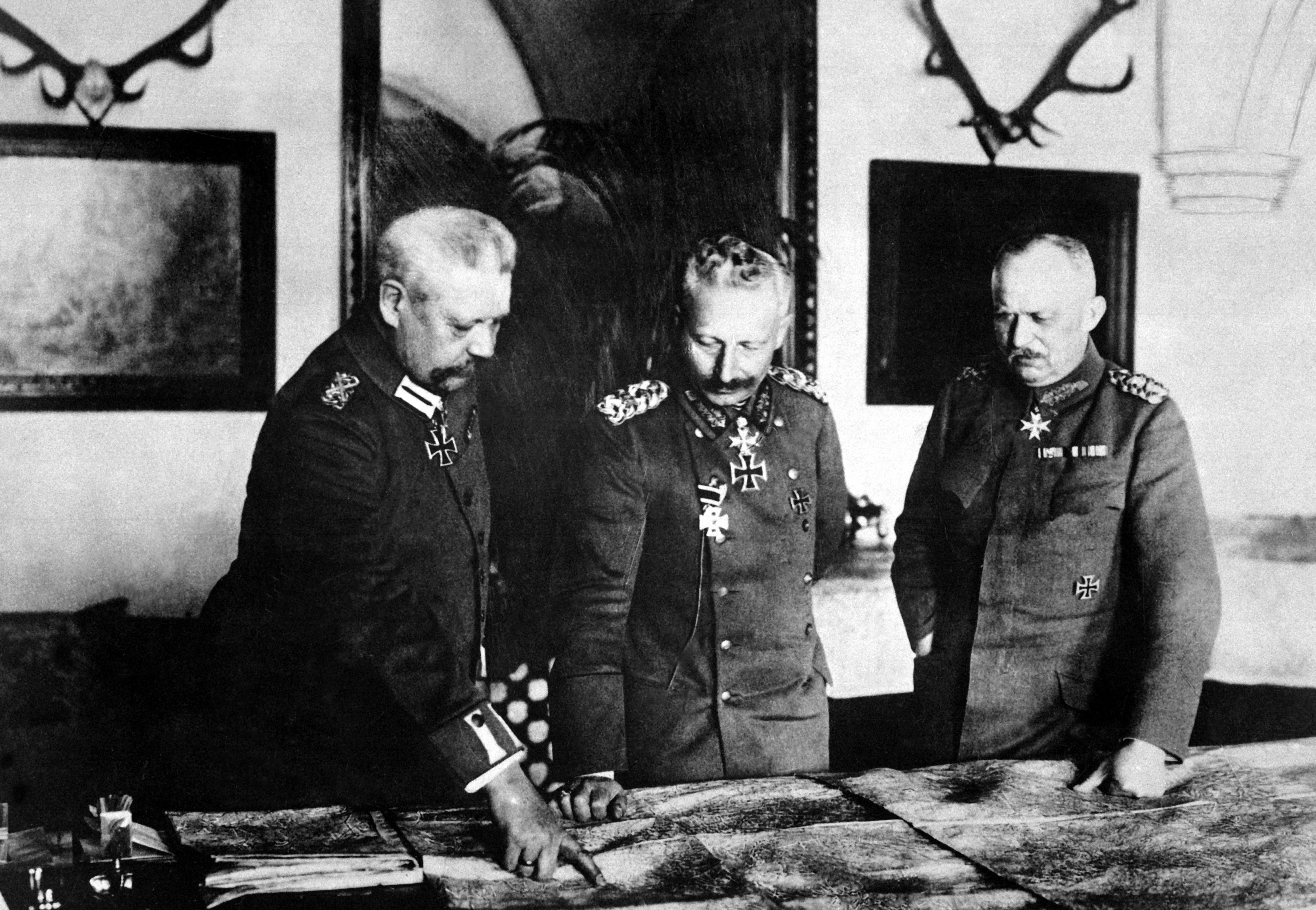
S Hindenburgem (vlevo) a Ludendorffem (vpravo) v roce 1917
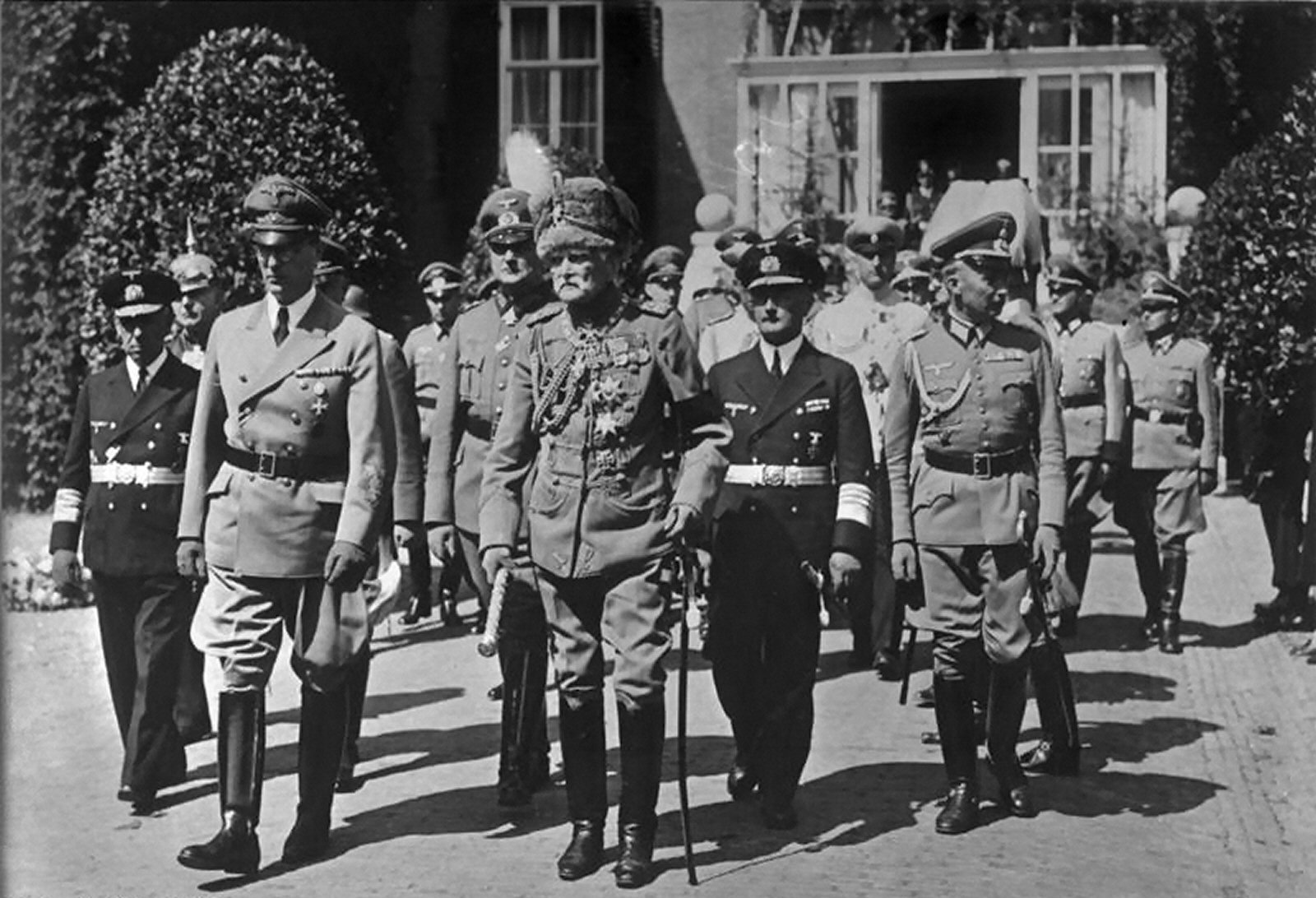
Polní maršál von Mackensen (uprostřed) s ostatními účastníky císařova pohřbu

## Abdikace a exil

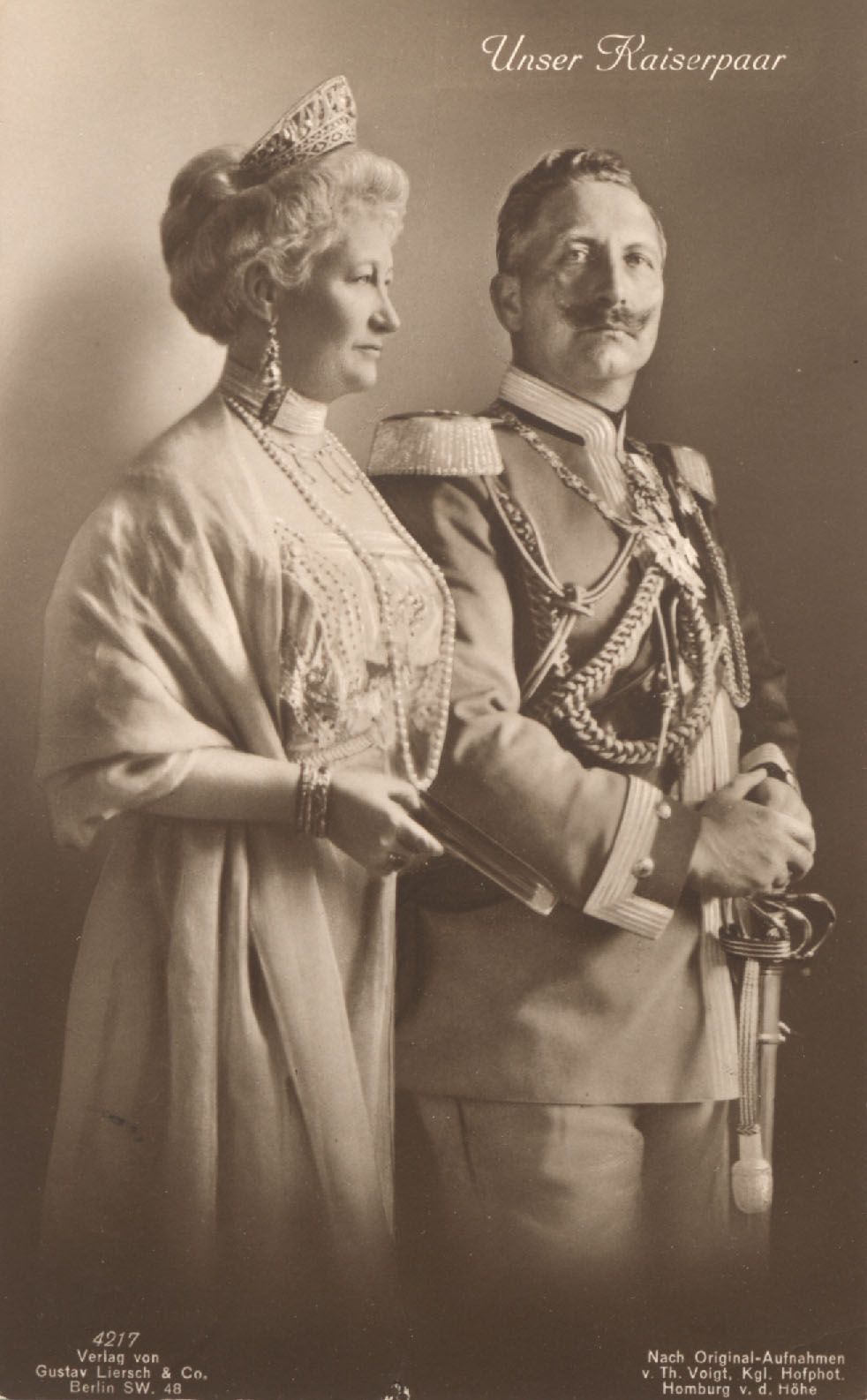
Vilém a jeho první manželka Augusta

Po převratu z 9. listopadu 1918, který ovlivnili i pruští důstojníci a jenž se stal koncem Pruského království, se Vilém II. vzdal císařského titulu i pruské koruny, čímž ukončil pětisetleté panování Hohenzollernů v Braniborsku, dvousetleté v Prusku a osmapadesátileté v Německu, a 10. listopadu uprchl do Nizozemí.
Čl. 227 Versailleské smlouvy obsahoval veřejnou žalobu na Viléma II. pro „nejhrubší porušení zásad mezinárodní mravnosti a posvátné autority smluv“. Viléma měl soudit zvláštní mezinárodní tribunál. Nizozemská vláda ho nicméně odmítla vydat i přes apely vítězných mocností (především Britů a Francouzů).
Do exilu si nechal převézt značnou část svého obrovského majetku, údajně šlo o nejméně šedesát vagónů naplněných nábytkem, uměním, stříbrem a jinými věcmi. Navíc disponoval značnými finančními prostředky. Žil nejprve v Amerongenu, v roce 1920 přesídlil do Doornu. V exilu mu zemřela první žena, nedlouho poté se stihl oženit podruhé, sepsal paměti, přijímal rozličné návštěvy, věnoval se lovu, zahradničení a kácení stromů. K nacismu se nejprve stavěl spíše pozitivně (doufal, že dojde k restauraci monarchie v čele s jeho synem), později v zásadě rezervovaně či dokonce kriticky (například ke křišťálové noci). Po nacistické okupaci Nizozemska v květnu 1940 se stáhnul z veřejného života. Nabídku na exil v Británii mezitím 12. května 1940 odmítl. Německá okupační moc s ním téměř nekomunikovala, neb neměla zájem na oživení monarchistických myšlenek. V červnu 1940 ještě telegraficky blahopřál Hitlerovi k úspěšné válce na západě, což po zveřejnění po válce způsobilo v Nizozemsku bouři nevole a ospravedlnilo konfiskaci jeho majetku. Zemřel ve městě Doorn začátkem června 1941 na plicní embolii.

## Rodina
S první manželkou Augustou Viktorií Šlesvicko-Holštýnskou (1858–1921), kterou si vzal 27. února 1881 v Berlíně, měl sedm dětí:
- 1. Vilém (6. 5. 1882 Postupim – 20. 7. 1951 Hechingen), korunní princ Německé říše a Pruska, od roku 1941 hlava rodu Hohenzollernů
  - ⚭ 1905 Cecílie Meklenbursko-Zvěřínská (20. 9. 1886 Schwerin – 28. 12. 1954 Bad Kissingen), vévodkyně meklenburská
- 2. Eitel Fridrich (7. 7. 1883 Postupim – 8. 12. 1942 tamtéž)
  - ⚭ 1906 Žofie Šarlota Oldenburská (2. 2. 1879 Oldenburg – 29. 3. 1964 Westerstede), manželství bylo rovedeno v roce 1926
- 3. Adalbert (14. 7. 1884 Postupim – 22. 9. 1948 La Tour-de-Peilz)
  - ⚭ 1914 Adelaida Sasko-Meiningenská (16. 8. 1891 Kassel – 25. 4. 1971 La Tour-de-Peilz)
- 4. August Vilém (29. 1. 1887 Postupim – 25. 3. 1949 Stuttgart)
  - ⚭ 1908 Alexandra Viktorie Šlesvicko-Holštýnsko-Sonderbursko-Glücksburská (21. 4. 1887 Grünholz – 15. 4. 1957 Lyon), rovedli se v roce 1920
- 5. Oskar (27. 7. 1888 Postupim – 27. 1. 1958 Mnichov)
  - ⚭ 1914 hraběnka Ina Marie von Bassewitz (27. 1. 1888 Bristow – 17. 9. 1973 Mnichov)
- 6. Jáchym (17. 12. 1890 Berlín – 18. 7. 1920 Postupim), ukončil svůj život sebevraždou
  - ⚭ 1916 Marie Augusta Anhaltská (10. 6. 1898 Ballenstedt – 22. 5. 1983 Essen), rovedli se v roce 1919
- 7. Viktorie Luisa (13. 9. 1892 Postupim – 11. 12. 1980 Hannover)
  - ⚭ 1913 Arnošt August Brunšvický (17. 11. 1887 Vídeň – 23. 1. 1953 Marienburg), poslední vévoda brunšvický v letech 1913–1918, hlava hannoverské dynastie od roku 1923 až do své smrti

V roce 1922 se Vilémovou druhou ženou stala vdova, princezna Hermína Schönaich-Carolath, rozená princezna Reuss (1887–1947).

Galerie
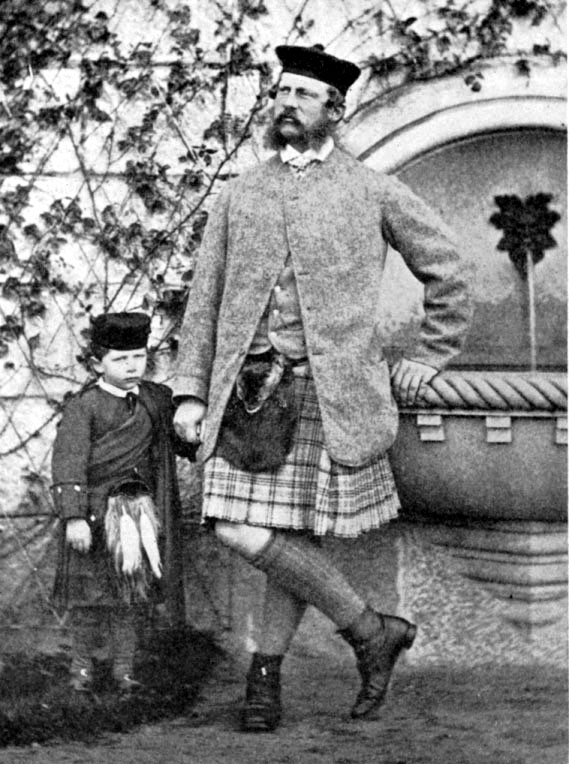
S otcem Fridrichem III na skotském hradě Balmoral
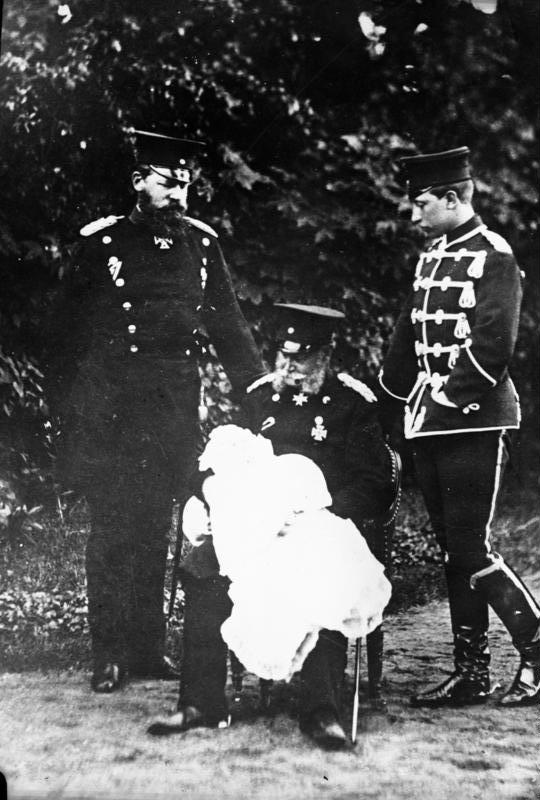
Se svým dědem, otcem a synem v roce 1882
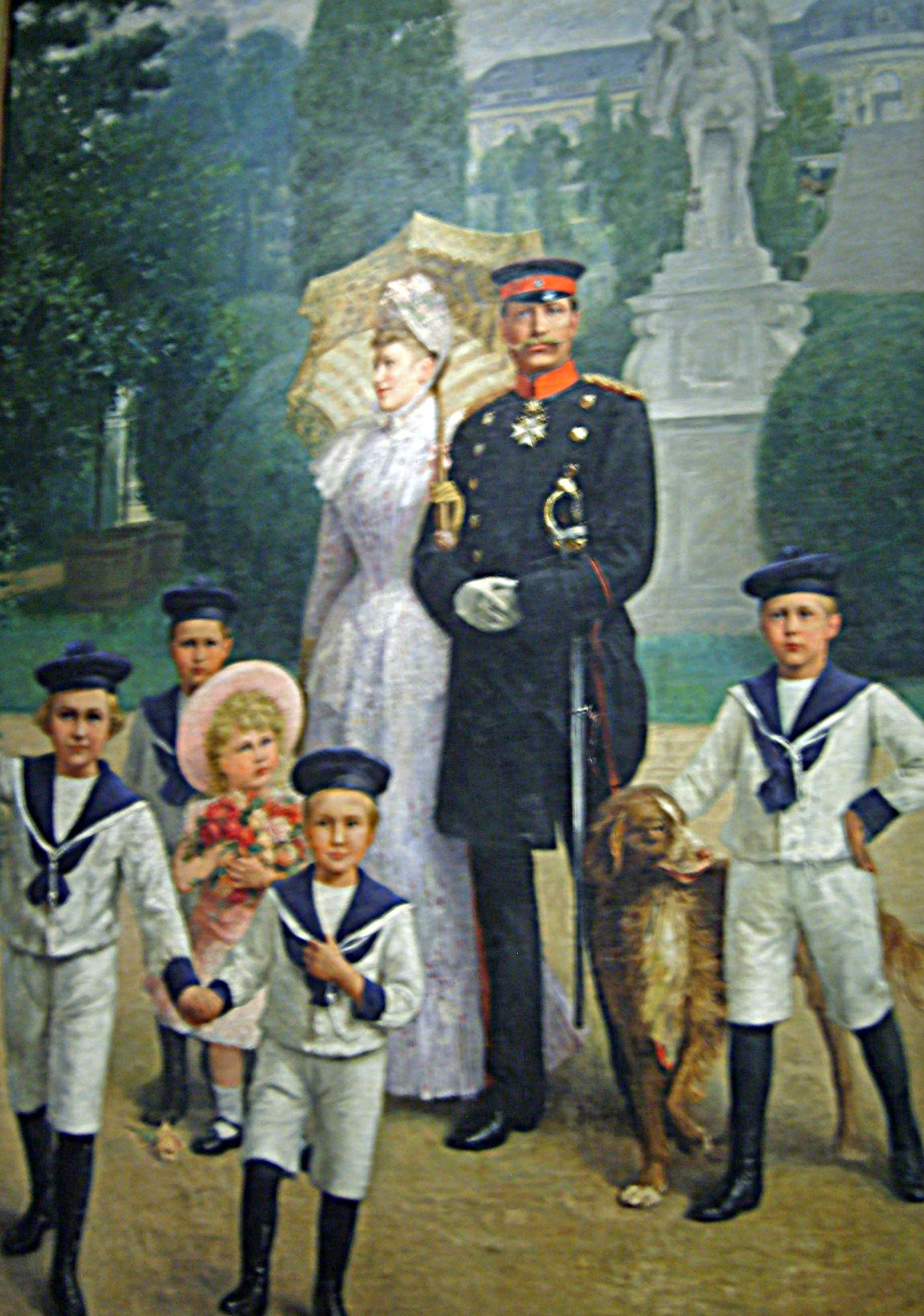
Vilém II. s rodinou
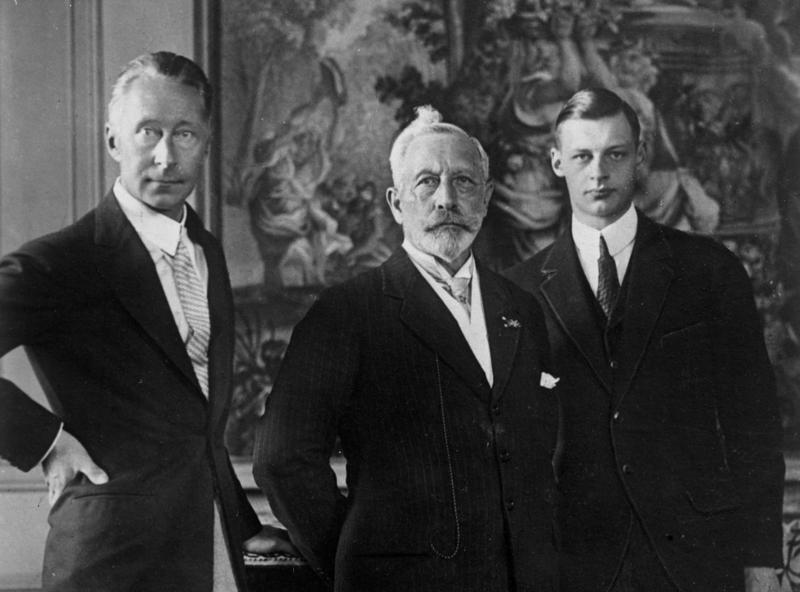
Vilém v roce 1927 s Vilémy, se synem a vnukem
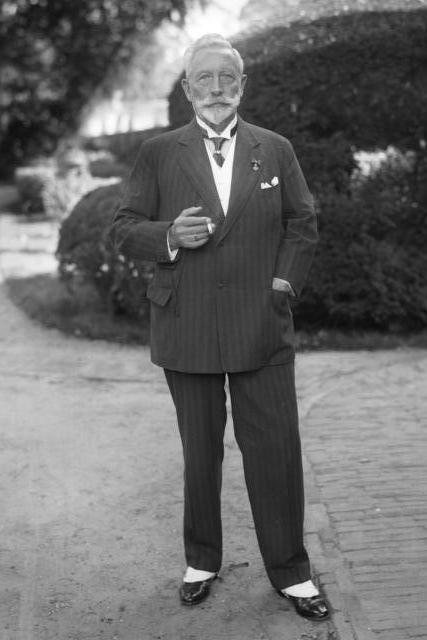
Vilém II. v exilu v Doornu (1933)

## Vývod z předků
|                  |                                          |  |                                      |                                        |  |  |  |  |  |  |  | Fridrich Vilém II. |
|                  |                                          |  |                                      |                                        |  |  |  |  |  |  |  |                    |
|                  | Fridrich Vilém III.                      |  |                                      |                                        |  |  |  |  |  |  |  |                    |
|                  |                                          |  |                                      |                                        |  |  |  |  |  |  |  |                    |
|                  |                                          |  |                                      | Frederika Luisa Hesensko-Darmstadtská  |  |  |  |  |  |  |  |                    |
|                  |                                          |  |                                      |                                        |  |  |  |  |  |  |  |                    |
|                  | Vilém I. Pruský                          |  |                                      |                                        |  |  |  |  |  |  |  |                    |
|                  |                                          |  |                                      |                                        |  |  |  |  |  |  |  |                    |
|                  |                                          |  |                                      | Karel II. Meklenbursko-Střelický       |  |  |  |  |  |  |  |                    |
|                  |                                          |  |                                      |                                        |  |  |  |  |  |  |  |                    |
|                  | Luisa Meklenbursko-Střelická             |  |                                      |                                        |  |  |  |  |  |  |  |                    |
|                  |                                          |  |                                      |                                        |  |  |  |  |  |  |  |                    |
|                  |                                          |  |                                      | Frederika Hesensko-Darmstadtská        |  |  |  |  |  |  |  |                    |
|                  |                                          |  |                                      |                                        |  |  |  |  |  |  |  |                    |
|                  | Fridrich III. Pruský                     |  |                                      |                                        |  |  |  |  |  |  |  |                    |
|                  |                                          |  |                                      |                                        |  |  |  |  |  |  |  |                    |
|                  |                                          |  |                                      | Karel August Sasko-Výmarsko-Eisenašský |  |  |  |  |  |  |  |                    |
|                  |                                          |  |                                      |                                        |  |  |  |  |  |  |  |                    |
|                  | Karel Fridrich Sasko-Výmarsko-Eisenašský |  |                                      |                                        |  |  |  |  |  |  |  |                    |
|                  |                                          |  |                                      |                                        |  |  |  |  |  |  |  |                    |
|                  |                                          |  |                                      | Luisa Hesensko-Darmstadtská            |  |  |  |  |  |  |  |                    |
|                  |                                          |  |                                      |                                        |  |  |  |  |  |  |  |                    |
|                  | Augusta Sasko-Výmarská                   |  |                                      |                                        |  |  |  |  |  |  |  |                    |
|                  |                                          |  |                                      |                                        |  |  |  |  |  |  |  |                    |
|                  |                                          |  |                                      | Pavel I. Ruský                         |  |  |  |  |  |  |  |                    |
|                  |                                          |  |                                      |                                        |  |  |  |  |  |  |  |                    |
|                  | Marie Pavlovna Romanovová                |  |                                      |                                        |  |  |  |  |  |  |  |                    |
|                  |                                          |  |                                      |                                        |  |  |  |  |  |  |  |                    |
|                  |                                          |  |                                      | Žofie Dorota Württemberská             |  |  |  |  |  |  |  |                    |
|                  |                                          |  |                                      |                                        |  |  |  |  |  |  |  |                    |
| Vilém II. Pruský |                                          |  |                                      |                                        |  |  |  |  |  |  |  |                    |
|                  |                                          |  |                                      |                                        |  |  |  |  |  |  |  |                    |
|                  |                                          |  | František Sasko-Kobursko-Saalfeldský |                                        |  |  |  |  |  |  |  |                    |
|                  |                                          |  |                                      |                                        |  |  |  |  |  |  |  |                    |
|                  | Arnošt I. Sasko-Kobursko-Saalfeldský     |  |                                      |                                        |  |  |  |  |  |  |  |                    |
|                  |                                          |  |                                      |                                        |  |  |  |  |  |  |  |                    |
|                  |                                          |  |                                      | Augusta Reuss Ebersdorf                |  |  |  |  |  |  |  |                    |
|                  |                                          |  |                                      |                                        |  |  |  |  |  |  |  |                    |
|                  | Albert Sasko-Kobursko-Gothajský          |  |                                      |                                        |  |  |  |  |  |  |  |                    |
|                  |                                          |  |                                      |                                        |  |  |  |  |  |  |  |                    |
|                  |                                          |  |                                      | Augustus Sasko-Gothajsko-Altenburský   |  |  |  |  |  |  |  |                    |
|                  |                                          |  |                                      |                                        |  |  |  |  |  |  |  |                    |
|                  | Luisa Sasko-Gothajsko-Altenburská        |  |                                      |                                        |  |  |  |  |  |  |  |                    |
|                  |                                          |  |                                      |                                        |  |  |  |  |  |  |  |                    |
|                  |                                          |  |                                      | Luisa Šarlota Meklenbursko-Zvěřínská   |  |  |  |  |  |  |  |                    |
|                  |                                          |  |                                      |                                        |  |  |  |  |  |  |  |                    |
|                  | Viktorie Sasko-Koburská                  |  |                                      |                                        |  |  |  |  |  |  |  |                    |
|                  |                                          |  |                                      |                                        |  |  |  |  |  |  |  |                    |
|                  |                                          |  |                                      | Jiří III.                              |  |  |  |  |  |  |  |                    |
|                  |                                          |  |                                      |                                        |  |  |  |  |  |  |  |                    |
|                  | Eduard August Hannoverský                |  |                                      |                                        |  |  |  |  |  |  |  |                    |
|                  |                                          |  |                                      |                                        |  |  |  |  |  |  |  |                    |
|                  |                                          |  |                                      | Šarlota Meklenbursko-Střelická         |  |  |  |  |  |  |  |                    |
|                  |                                          |  |                                      |                                        |  |  |  |  |  |  |  |                    |
|                  | královna Viktorie                        |  |                                      |                                        |  |  |  |  |  |  |  |                    |
|                  |                                          |  |                                      |                                        |  |  |  |  |  |  |  |                    |
|                  |                                          |  |                                      | František Sasko-Kobursko-Saalfeldský   |  |  |  |  |  |  |  |                    |
|                  |                                          |  |                                      |                                        |  |  |  |  |  |  |  |                    |
|                  | Viktorie Sasko-Kobursko-Saalfeldská      |  |                                      |                                        |  |  |  |  |  |  |  |                    |
|                  |                                          |  |                                      |                                        |  |  |  |  |  |  |  |                    |
|                  |                                          |  |                                      | Augusta Reuss Ebersdorf                |  |  |  |  |  |  |  |                    |
|                  |                                          |  |                                      |                                        |  |  |  |  |  |  |  |                    |

## Tituly
- 27. ledna 1859 – 9. březen 1888: Jeho královská Výsost, pruský princ
- 9. březen 1888 – 15. červen 1888: Jeho císařská a královská Výsost, německý a pruský korunní princ
- 15. červen 1888 – 4. června 1941: Jeho císařské a královské Veličenstvo, německý císař a pruský král